# 아디게야 공화국
아디게야 공화국(아디게어: Адыгэ Республик 아더가 레스푸블리크, 러시아어: Респу́блика Адыге́я 레스푸블리카 아디게야[*])은 러시아의 공화국이다.

## 지리
쿠반강과 라바강에 접해 있으며 북카프카스의 서쪽에 위치해 있다. 크라스노다르 지방이 아디게야 공화국을 둘러싸고 있다.
면적은 7,6 km2이다.

### 시간대
모스크바 시간(MSK/MSD)에 놓여있다. UTC offset is +0300 (MSK)/+0400 (MSD).

### 강
쿠반강(870 km)이 이 지역을 통과해서 흐른다. 다른 기타 강으로는,
- 벨라야강
- 초흐라크강
- 다흐강
- 파르스강
- 호즈강
- 키샤강
- 라바강(동부 아디게야와 크라스노다르 지방사이에 걸쳐있다.)
- 프세쿱스강
- 프시시강
- 사흐라이강

### 호수
아디게야에는 거대한 호수가 많이 있다.
- 크사노다르스코예호
- 옥탸브리스코예호
- 샤프수그스코예호
- 치치츠코예호

### 산
아디게야에는 높이가 2,000 m에서 3,000 m 이상에 달하는 산들이 많이 있다.
- 추구시산(3,238 m)
- 피시트산
- 오슈텐산
- 프세아슈호산
- 솁시산

### 자원
석유와 천연가스가 생산된다. 다른 자원으로는 금, 은, 텅스텐, 철과 다른 자원이 생산된다.

### 기온
- 1월 날씨: -2 °C
- 7월 날씨: +22 °C
- 강수량: 700 mm

## 행정 구역
현재 아디게야 공화국은 2개의 주요 도시(마이코프와 아디게이스크), 7개의 군, 5개의 중소 도시, 43개의 마을로 구성되어 있다(2006년). 중심지는 마이코프이다.

## 주민
447,109명의 주민중에서 66%가 러시아인인 반면에, 아디게인은 23%를 차지한다. 우크라이나인 3.2%, 아르메니아인 2.4%, 기타 4.3%순이다.
| 민족           | 2002년도의 인구(*보관됨 2012-01-26 - 웨이백 머신) |
| -------------- | ------------------------------------------------- |
| 러시아인       | 288,3                                             |
| 아디게인       | 108,1                                             |
| 아르메니아인   | 15,3                                              |
| 우크라이나인   | 9,1                                               |
| 쿠르드인       | 3,6                                               |
| 타타르인       | 3,5                                               |
| 튀르키예인     | 3,4                                               |
| 벨라루스인     | 1,9                                               |
| 로마인         | 1,8                                               |
| 그리스인       | 1,7                                               |
| 아제르바이잔인 | 1,4                                               |
| 독일인         | 1,2                                               |
| 체첸인         | 1,1                                               |

| 연도                | 인구    | ±%      |
| ------------------- | ------- | ------- |
| 1926                | 113,481 | —       |
| 1939                | 241,799 | +113.1% |
| 1959                | 284,690 | +17.7%  |
| 1970                | 385,644 | +35.5%  |
| 1979                | 404,504 | +4.9%   |
| 1989                | 432,588 | +6.9%   |
| 2002                | 447,109 | +3.4%   |
| 2010                | 439,996 | −1.6%   |
| 2021                | 496,934 | +12.9%  |
| Source: Census data |         |         |

## 역사

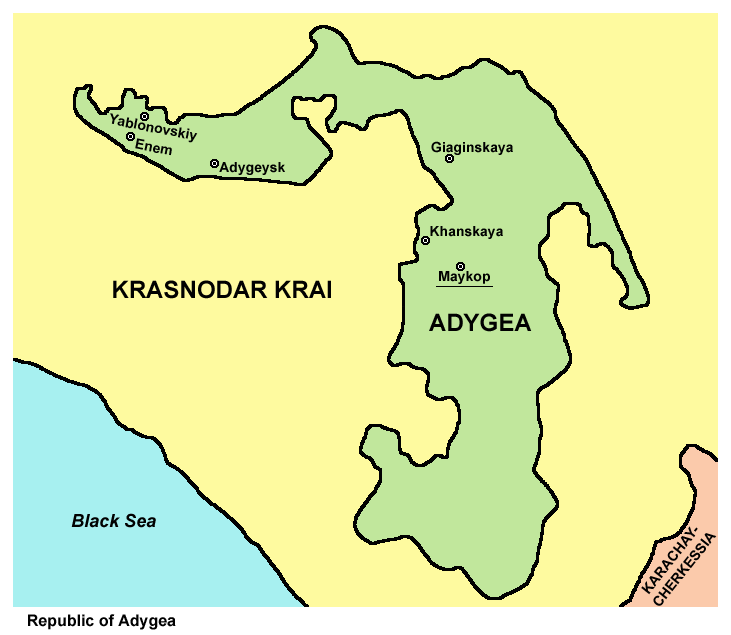
아디게아 지도

아디게인들은 북서캅카스산맥에 정착했다. 아디게인은 크리미아 한의 타타르인이나 카라차이인, 칼미크인 등 주위 민족의 위협 때문에 1550년대에 러시아와 동맹을 맺었다. 이때부터 러시아인들이 이 지역에 많이 이주해오기 시작하여 아디게인을 비롯한 이 지역 토착민족들과 갈등을 빚었다. 이 갈등이 원인이 되어 19세기 중반의 크림 전쟁 때 이들이 오스만 제국의 편을 들어 러시아 제국에 맞서기도 하였으나 결국 1864년 러시아인에게 정복당해 추방되거나 러시아 내륙으로 강제이주되었다. 1918년에 쿠반 흑해 소비에트 공화국이 성립되었으나 곧바로 백군에 의해 전복되었다. 적군이 백군을 몰아낸 후에는 아디게야 자치주가 성립되었고, 자치주는 1937년에 소비에트 연방 러시아 소비에트 연방 사회주의 공화국 크라스노다르 지방으로 합쳐졌다.
1922년 7월 27일에 체르케스 자치주(Черкесская автономная область)가 설치되었다. 1922년 8월 24일~1928년 8월 13일까지 아디게이 자치주(Адыгейская автономная область)로 변경되었다. 1991년 7월 3일까지 아디게이 자치주(Адыгейская автономная область)는 크라스노다르 지방에 소속되어 있었다가, 1991년 7월 3일부터 공화국으로 승격되었다. 공화국으로 승격된 뒤부터 몇달 뒤인 1991년 12월에 아디게야 공화국에 최초의 의회가 들어서게 되었다.
1992년 1월에 아디게야 공화국에 선거가 시작되면서 아슬란 자리모프(Аслан Алиевич Джаримов)가 아디게야 공화국 제1대 대통령이 되었다. 1992년 3월에 아디게야 공화국은 총리 선거를 시작하면서 제1대 총리로 아담 텔레우시(Адам Хусейнович Тлеуж)가 뽑혔다.

## 경제

### 교통
작은 항공사가 마이코프에 위치해 있다(항공코드 URKM).

## 종교
아디게인들은 주로 수니 이슬람을 신봉하고 있다.

## 관광
EBS 세계테마기행
아디게야 치즈축제
http://m.busan.com/m/News/view.jsp?newsId=20181112000250#RedyAi

## 같이 보기
- 아디게야